# Water Island
Water Island è una piccola isola a Sud di Saint Thomas, nell'arcipelago delle Isole Vergini Americane. Water Island è la quarta maggiore isola dell’Arcipelago delle Vergini. Lunga più di tre chilometri e larga uno, è di origine vulcanica.

## Storia
Quelle che oggi sono le isole Vergini americane, dopo varie occupazioni da parte di potenze europee, divennero danesi tra il XVII e il XVIII secolo. La Danimarca vendette l'arcipelago agli Stati Uniti nel 1916, ma Water Island non era inclusa nell'atto di vendita originario. Essa, infatti, rimase possedimento della Compagnia danese delle Indie occidentali sino al 1944, quando venne acquistata dagli Stati Uniti per 10.000 dollari. Inizialmente amministrata dal governo federale degli Stati Uniti, Water Island divenne parte delle Isole Vergini Americane solo nel 1996.